# 2015-ös koszovói tüntetések
A 2015-ös prishtinai tüntetések január 24-én, délben kezdődtek, a koszovói fővárosban, Pristinában. A tüntetők a főváros belvárosában gyűltek össze a Nemzeti Könyvtár épületénél, valamint később a tüntetők átmentek a törvényhozás épületéhez. Ez utóbbit a tüntetők kövekkel dobálták meg, amelynek következtében az épület több ablaka is betört.
A tüntetések azután kezdődtek el, hogy Aleksandar Jablanovic miniszter kijelentette, hogy nem volt tudomása az 1999-es NATO-bombázások idején történt kivégzésekről, melyeket az úgy nevezett Hidak őrzői nevű szervezet követett el albán emberek ellen a bombázások idején, Koszovó északi részén. Ezen kijelentés általános felháborodást keltett országszerte a koszovói albánok körében. Több városban, köztük Pecben és Prishtinában tüntetések is voltak.
A tüntetők között politikusok, bányászok, diákok és civil szervezetek képviselői vettek részt. A tüntetésen felszólalt Nystrete Kumnova, aki 48 órás ultimátumot adott a kormányfőnek, Isa Mustafának Aleksandar Jablanovic a koszovói kormány szerb kisebbségi miniszterének menesztésére, különben a tüntetéseket folytatni fogják.
A tüntetők a miniszter lemondatása mellett a Trepca-bánya koszovói kézbe kerülését is követelték, melyre Szerbia tart igényt.
Bár a megmozdulás szervezői csak egy 7000 fő környékét megközelítő tömegrendezvényre kaptak engedélyt a helyi hatóságoktól, a végleges számítások szerint mintegy 30 000 fős tömeg gyűlt össze.
A megmozdulás szervezőinek csak déltől délután négyig volt területfoglalási engedélyük, ám délután négy óra után sem szólították fel az embereket a távozásra.
A tüntetők egy része köveket és fémtárgyakat dobált a helyszínen tartózkodó rendfenntartó erők felé, akik közül hárman megsérültek. Az akció során a kormány épülete is megrongálódott. A rendőrség három tüntetőt letartóztatott. A rendfenntartó erők könnygázt vetettek be a tüntetők ellen.
2015. január 27-én, 16 órakor lejárt a tüntetők és az Önrendelkezés párt által kijelölt ultimátum időtartama, amelyben a szerb kisebbségi miniszter távozását követelték. A tüntetés akkor vált erőszakossá, amikor a rendőrök elkezdték kiszorítani a tüntetőket Prishtina főteréről. A művelethez könnygázt is bevetettek. Az akció során több tüntetőt is letartóztattak. A tüntetésen több tucat ember megsérült és a rendfenntartó erők közt is voltak sérültek. Az akcióban csak a koszovói rendőrség egységei vettek részt.
A keddi tüntetéseken 160 tüntetőt fogtak el a rendőrök. A rendőrök közül 72 fő sérült meg, akik közül tizenketten súlyos sérüléseket szenvedtek.
2015. február harmadikán Isa Mustafa miniszterelnök bejelentette, hogy eltávolítja a kormányból Alexandar Jablanovic minisztert, mely döntést részben a tiltakozások hatására, részben a nemzetközi politikai nyomásnak engedve hozott meg a koszovói kabinet.